# Acronicta orientalis
Acronicta orientalis är en fjärilsart som beskrevs av Mann 1862. Acronicta orientalis ingår i släktet Acronicta och familjen nattflyn. Inga underarter finns listade i Catalogue of Life.